# Marcos Zeida
Marcos Zeida (Villa Domínguez, Argentina. 1 de mayo de 1916 - Maldonado, Uruguay, 25 de enero de 2011) fue un político paraguayo de origen argentino. Fue miembro del Partido Comunista Paraguayo (PCP), y exiliado en Argentina y Uruguay.

## Biografía
Marcos Zeida nació el 1 de mayo de 1916 en Villa Domínguez, un pequeño pueblo de la provincia de Entre Ríos, de una familia judía que huía de los pogromos de Rusia.

### Llegada al Paraguay
En 1924, su familia emigra a Paraguay, instalándose en Asunción, y luego en Villarrica, donde Zeida juega en las inferiores de fútbol del Club Pettirossi, y egresa como mejor estudiante del Colegio Nacional de Villarrica. En 1935, cuando empieza la Guerra del Chaco, se une clandestinamente a grupos antiguerreros, desde donde se vincularía al Partido Comunista Paraguayo, en 1935, pasando a la clandestinidad en 1936. Llegó a ocupar un cargo en el Consejo Central de la Confederación de Trabajadores del Paraguay. Entre 1936, y 1945, Zeida saldría y volvería varias veces al Paraguay.

### Vida en Brasil
En 1945, vivió en Río de Janeiro, donde trabajó con Carlos Prestes, el líder comunista brasileño. Desde ese entonces, Zeida se habría distanciado de Oscar Creydt, quien fuera una figura preponderante en el comunismo paraguayo, y que ocuparía la secretaría-general del partido unos años después.

### Revolución de 1947
Durante la Revolución de 1947, en la que los comunistas, junto a los liberales y los febreristas, se sublevan contra el gobierno autoritario de los colorados. Marcos Zeida es comisionado por el PCP a Concepción, donde organiza las fuerzas revolucionarias. Finalmente, los colorados vencen la guerra civil, y muchos comunistas van al exilio, Zeida entre ellos.

### Exilio en Uruguay
Luego de la guerra civil de 1947, Zeida se exilia por un tiempo en Argentina, pero al poco tiempo, iría al Uruguay, más precisamente, a trabajar a las barrancas de Maldonado. En 1961, prepara el alojamiento de Ernesto "Che" Guevara, que vendría a su ciudad para la conferencia del Consejo Interamericano Económico y Social. Mantendría varias reuniones con el revolucionario argentino.
En 1965, formaría, junto a otros comunistas, un grupo de PCP en el exterior, que apoyó la desitución de Creydt a la cabeza de la secretaría-general. En 1971, participaría de las primeras reuniones para establecer el Frente Amplio en Maldonado.
El 2 de febrero de 1976, fue apresado por la dictadura uruguaya, y torturado por dos meses. Sería liberado el 5 de mayo de 1979, reintegrándose a los trabajos de resistencia.

### Caída de la dictadura en Paraguay
Con la caída de la dictadura de Alfredo Stroessner, en 1989, Marcos Zeida retorna al Paraguay en 1990, pero al poco tiempo, por un problema de salud, y por consejo de sus médicos, vuelve a Uruguay, donde el calor es menos intenso.
Marcos Zeida falleció el 25 de enero de 2011 en Maldonado.